# Gmina Bujan
Gmina Bujan (alb. Komuna Bujan) – gmina położona w północno-zachodniej części kraju. Administracyjnie należy do okręgu Tropoja w obwodzie Kukës. W 2011 roku populacja wynosiła 2550 mieszkańców – 1277 mężczyzn oraz 1273 kobiety. W 2011 roku Albańczycy stanowili 93,65% mieszkańców.
W skład gminy wchodzi osiem miejscowości: Bllatë, Bujan, Dojan, Gri, Gri e Re, Markaj, Lëkurtaj, Rosujë, Selimaj.